# Scott Barrie
Scott Barrie (* 10. März 1962 in St Andrews) ist ein schottischer Politiker und Mitglied der Labour Party.
Bei den Schottischen Parlamentswahlen 1999 gewann Barrie das Direktmandat des Wahlkreises Dunfermline West und zog in das neugeschaffene Schottische Parlament ein. Bei den Parlamentswahlen 2003 verteidigte er den Wahlkreis, unterlag jedoch bei den Parlamentswahlen 2007 dem Kandidaten der Liberal Democrats, Jim Tolson. Da Barrie nicht als Listenkandidat für die Wahlregion aufgestellt war, verpasste er den erneuten Einzug ins Parlament.

## Werdegang
Scott besuchte die Auchmuty High School in Glenrothes und anschließend die Universität Edinburgh, die er mit einem Masterabschluss verließ. Dann erlangte Barrie das Certificate of Qualification in Social Work (CQSW) der Universität Stirling und ein Diplom der Universität Dundee. Zwischen 1986 und 1991 war Barrie dann als Sozialarbeiter für die Region Fife tätig und anschließend bis 1999 als Gruppenleiter. Nach seiner Wahl ins Schottische Parlament beschäftigte er sich mit den Themengebieten Verkehr sowie Kinder und Jugendliche.
Barrie ist ledig und Anhänger der Fußballmannschaft Dunfermline Athletic.